# 川須栄彦
川須 栄彦（かわす はるひこ、1991年11月9日 - ）は、日本中央競馬会 (JRA) 栗東トレーニングセンター所属の騎手。

## 来歴
2007年4月にJRA競馬学校騎手課程第26期生として入学。2010年2月に卒業して騎手免許を取得した。同期には菅原隆一、平野優、高倉稜らがいる。
競馬学校卒業後は栗東の本田優厩舎に所属。2010年3月13日、第2回中京競馬3日目第1競走のビーンケードで初騎乗（16頭立て13着）。2010年5月23日、第1回新潟競馬8日目第1競走でメイショウクレモナに騎乗して初勝利。
2010年12月9日、本田厩舎を離れ、フリーに転向。本人によれば、この直前に行われた騎手免許更新のための講習会の存在を失念し、講習会に遅刻したことで調教師の本田の逆鱗に触れたことが直接の原因だが、それ以前から「厩舎のことを考えない行動が目立つ」等の理由で本田との関係が悪化していたとのことで、半ば所属厩舎から追放されるような形でフリーにならざるを得なかったという。
2011年になると一気にブレークし、勝利を量産。2011年11月5日の第5回新潟競馬7日目第4競走でマルコフジに騎乗してJRA通算100勝を達成した。2011年10月30日現在での関西リーディングで、岩田康誠・福永祐一・川田将雅に次ぐ4位に入る（そのため、同年開催の第25回ワールドスーパージョッキーズシリーズで補欠となっている。補欠とはいえ、デビュー2年目の騎手が選出対象となること自体が珍しいことである）。
2011年6月19日の第4回阪神競馬2日目第11競走のマーメイドステークスで重賞初騎乗。騎乗馬のモーニングフェイスは12番人気ながらも5着と人気を大きく上回る健闘を見せたが、以後は年内だけで9戦あった重賞騎乗機会で全て掲示板に載ることが出来ず、一度も初騎乗時以上の着順を取ることはできなかった。
2011年度の小倉競馬開催で通算40勝を挙げたことから、2012年1月18日、九州競馬記者クラブより「小倉ターフ賞」に選出された。
2012年2月4日に第1回小倉競馬7日目第11競走の小倉大賞典でエーシンジーラインに騎乗して重賞初制覇。11月18日の福島記念でダイワファルコンを勝利に導き重賞2勝目を挙げた。
2013年5月4日の第1回新潟競馬1日目第9競走でオーシャンドライブに騎乗してJRA通算200勝を達成した。
2016年11月13日3回福島4日9Rサラ3歳以上500万下でニシノイナズマに騎乗してJRA通算300勝を達成
2021年5月21日の第1回新潟競馬5日目第10競走の栃尾特別でウルトラソニックに騎乗してJRA通算400勝を達成した。

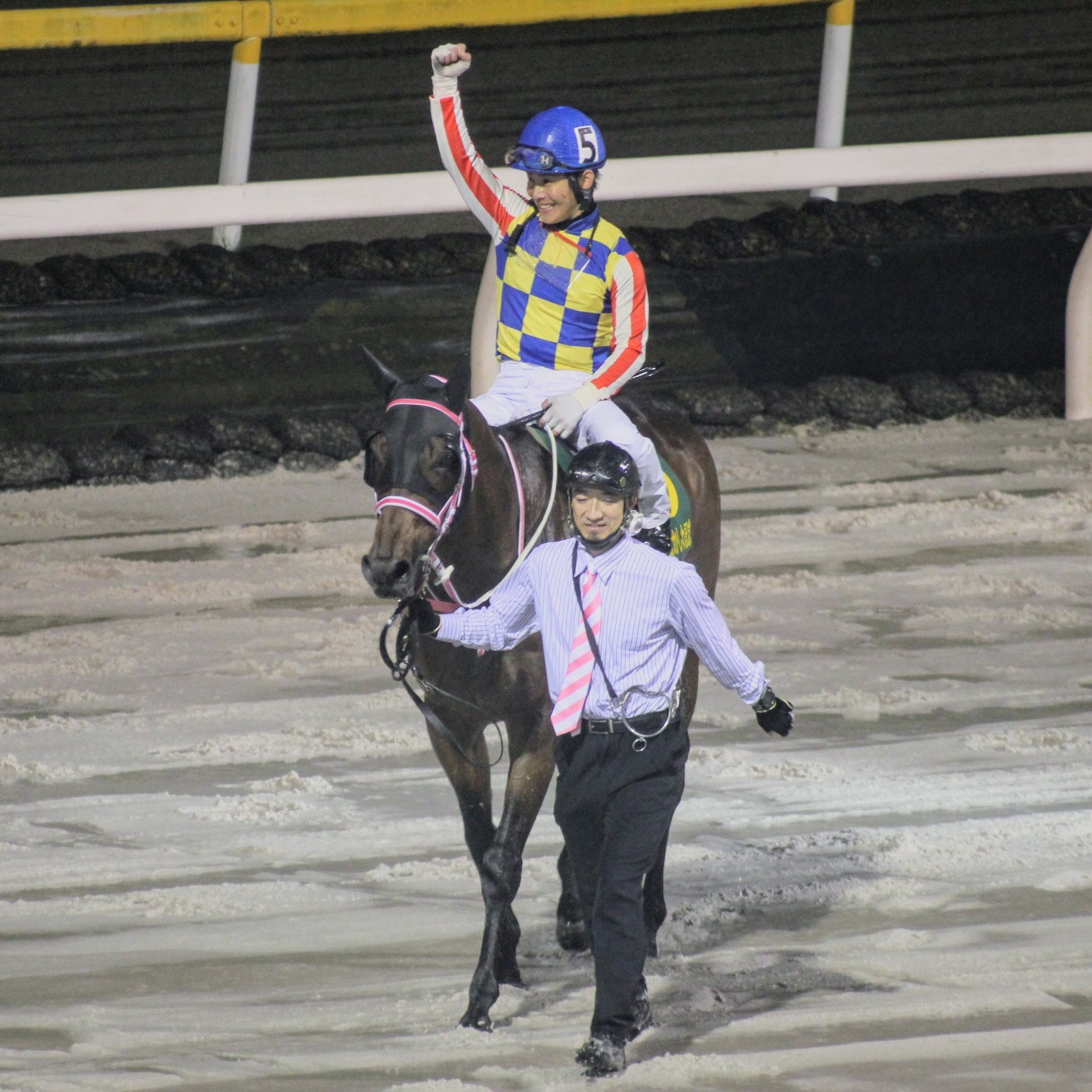
2024年かしわ記念

2024年5月1日、かしわ記念をシャマルに騎乗して勝利し、デビュー15年目で念願のGI級競走初制覇を果たした。

## 人物
デビュー当時は、競馬関係者の間で同期の高倉と苗字を混同され「高須君」と呼ばれることが多かった。しかし2012年頃からは呼び間違えられることも少なくなったという。
騎乗が荒っぽく、2010年・2011年と2年連続でJRAの制裁点の合計が60点を超えている。このため他の騎手から騎乗振りを批判されることも少なくない。特に2012年2月に小倉競馬でレース中に西田雄一郎と交錯し騎乗停止（2日間）になった件については、後に吉田隼人が「年明けにヒジを使ってアウトになったじゃないですか。ああいうのは1ヶ月とかもっと重い処分が必要だと思う」と語るなど、競馬サークル内で不評を買った。

## 騎乗成績
|                | 日付          | 競馬場・開催  | 競走名               | 馬名               | 頭数 | 人気 | 着順 |
| -------------- | ------------- | ------------- | -------------------- | ------------------ | ---- | ---- | ---- |
| 初騎乗         | 2010年3月13日 | 2回中京3日1R  | 3歳未勝利            | ビーンケード       | 16頭 | 9    | 13着 |
| 初勝利         | 2010年5月23日 | 1回新潟8日1R  | 3歳未勝利            | メイショウクレモナ | 15頭 | 3    | 1着  |
| 重賞初騎乗     | 2011年6月19日 | 4回阪神2日11R | マーメイドステークス | モーニングフェイス | 13頭 | 12   | 5着  |
| 重賞初勝利     | 2012年2月4日  | 1回小倉7日11R | 小倉大賞典           | エーシンジーライン | 16頭 | 5    | 1着  |
| GI初騎乗       | 2012年5月13日 | 2回東京8日11R | ヴィクトリアマイル   | アスカトップレディ | 18頭 | 14   | 14着 |
| GI(JpnI)初勝利 | 2024年5月1日  | 2回船橋3日11R | かしわ記念           | シャマル           | 13頭 | 6    | 1着  |

| 年度   | 1着 | 2着 | 3着 | 騎乗数 | 勝率 | 連対率 | 複勝率 | 表彰                                   |
| ------ | --- | --- | --- | ------ | ---- | ------ | ------ | -------------------------------------- |
| 2010年 | 18  | 13  | 26  | 345    | .052 | .090   | .165   |                                        |
| 2011年 | 91  | 72  | 69  | 892    | .102 | .183   | .260   | 中央競馬騎手年間ホープ賞・小倉ターフ賞 |
| 2012年 | 69  | 62  | 63  | 830    | .083 | .158   | .234   |                                        |
| 2013年 | 48  | 42  | 47  | 699    | .069 | .129   | .196   |                                        |
| 2014年 | 33  | 35  | 50  | 620    | .053 | .110   | .190   |                                        |
| 2015年 | 27  | 20  | 23  | 496    | .054 | .095   | .141   |                                        |
| 2016年 | 14  | 24  | 30  | 411    | .034 | .092   | .165   |                                        |
| 2017年 | 18  | 18  | 25  | 392    | .046 | .092   | .156   |                                        |
| 2018年 | 14  | 14  | 20  | 332    | .042 | .084   | .145   |                                        |
| 2019年 | 19  | 22  | 13  | 352    | .054 | .116   | .153   |                                        |
| 2020年 | 25  | 23  | 22  | 455    | .055 | .105   | .154   |                                        |
| 2021年 | 18  | 18  | 22  | 380    | .047 | .095   | .153   |                                        |
| 2022年 | 9   | 15  | 15  | 293    | .031 | .082   | .133   |                                        |
| 2023年 | 5   | 18  | 8   | 287    | .017 | .080   | .108   |                                        |
| 2024年 | 4   | 6   | 8   | 242    | .017 | .041   | .074   |                                        |
| 2025年 |     |     |     |        |      |        |        |                                        |
| 中央   | 408 | 396 | 434 | 6814   | .060 | .118   | .182   |                                        |
| 地方   | 15  | 12  | 10  | 69     | .217 | .391   | .536   |                                        |

2025年1月1日現在

### 主な騎乗馬
- エーシンジーライン（2012年小倉大賞典）
- ダイワファルコン（2012・2013年福島記念）
- エーシンメンフィス（2012年愛知杯）
- レッドアリオン（2015年マイラーズカップ、関屋記念[14]）
- シャマル（2022年東京スプリント、サマーチャンピオン、テレ玉杯オーバルスプリント、2024・2025年黒船賞、2024年・2025年かしわ記念、2025年さきたま杯）[15]
- ボンボヤージ（2022年北九州記念）